# 出会い喫茶
出会い喫茶（であいきっさ）とは、2011年1月1日に改正、施行された風営法第2条第5項（性風俗関連営業）第6号営業・出会い系喫茶営業に該当する店舗型性風俗特殊営業の届け出をしている風俗店。出会いカフェと表記されることもある。バーのスタイルの同様の店については、出会い系バーと呼ばれる。ネット上では、セリクラの隠語として、しばしば「芹」と表記される。

## 概要
出会い系バーでは、女性は「割り切り」と呼ばれる売春や援助交際を男性に持ちかけ、男性が報酬額に納得すると、ホテルやレンタルルームなどに一緒に出かけることが出来る。援助交際や売春の温床になっているとされ、18歳未満の女性を入店させている出会い系店が児童買春の温床になっているという問題点が指摘されている。
本橋信宏の日刊ゲンダイの取材によると、出会い系バーが、主婦が夫以外と肉体関係を持つことを目的として出会いの場として利用している実態があり、誰が来るか分からない出会い系サイトよりもリスクが少ないとしている。
J-CASTによると、「店では売春行為を目的とした来店を禁じているが、男性の目的がセックスであることは会員の女性達はみんな知っている。」、一回2万円が相場の「売春斡旋所」とされる。また、「デート中に男性が食事代の支払いをせずに消えたり、性行為の後に約束の金を払わなかったり、ラブホテルで男性がシャワー中に女性が男性のサイフを盗んで逃亡する」などの金銭トラブルが多いという。

## システム
本橋信宏の日刊ゲンダイの取材によると、女性客は個室で過ごし、男性客が外からマジックミラー越しにのぞき見をして気に入った女性を店員に伝え、男性客と女性客が対面する仕組みである。対面後、互いの条件が合えば外出してデートし、だいたいは、肉体関係を持つところまでいくケースが多いとしている。
イベントとして女性会員が男性会員を選ぶ逆ナンデーを設けている店舗や、それに特化した逆ナン喫茶もある。女性が男性を選ぶ店のほうが男性が選ぶ通常型の出会い喫茶よりも以前から存在したとも言われる。

### 利用者
女性会員は、外出するときに心づけがもらえるほか、来店時、あるいはある程度の来店回数を達成すると現金や商品券が支給される場合がある。店舗によっては、別の店名を用いて密かに女性を求人サイトで募集しサクラとして使っていることもある。愛好家の間での隠語として、女性会員のうち、心づけ目当てで外出してから店舗へ戻るのを繰り返す者は回転と呼ばれ、援助交際を目的として来店する女性は無道と呼ばれる。
本橋信宏の日刊ゲンダイの取材によると、利用者は、「人妻・熟女が大好きな中年男性」と「年上の女に憧れる」年若な男性の2タイプが多いとしている。
評論家の荻上チキの取材によれば、出会い喫茶を利用する女性には、家に帰れない家出の事情があるが携帯電話の契約が失効してしまって出会い系サイト経由での資金調達が不可能になったため、出会い喫茶を利用してその日暮らしを続けているケースがあるという。また、男性・女性ともに、インターネット利用のリテラシー不足から（出会い系サイトではなく）実際の店舗を持った出会い喫茶を利用するという中年の客が存在するため、彼らを対象としたニッチ市場となっている側面もあるという。

## 法律上の位置付け
出会い喫茶は新しい業態で、当初は法律規制はされていなかった。
神奈川県と京都府は2008年9月の定例議会で全国初の青少年保護育成条例の改正を行う予定を発表し、2008年10月10日「出会い喫茶」を規制するための京都府青少年健全育成条例改正案を全国で初めて可決、2008年10月14日には神奈川県でも同様に可決され、愛知県では2009年7月1日から条例が執行された。北海道では、道青少年健全育成条例を改正する方針を固めた。大阪府でも青少年健全育成条例が改正された。「出会い喫茶等営業」の名称で営業開始届出義務のほか、営業禁止区域、広告物等の制限等の各種規制が自治体で実施された。
2010年12月31日まで従業員による接待がないため風営法適用対象となっていなかった。しかし、児童買春などの温床となる恐れがあり、実際、18歳未満の女性が気軽に利用し売春に発展（児童による同意の上での売春行為）している報告もあり、警察庁では出会い喫茶を風営法の規制対象にする方針を固めた。
2010年7月4日に風営法施行令が改正し、出会い喫茶を「店舗を設けて、専ら、面識のない異性との一時の性的好奇心を満たすための交際（会話を含む。）を希望する者に対し、当該店舗内においてその者が異性の姿態若しくはその画像を見てした面会の申込みを当該異性に取り次ぐこと又は当該店舗内に設けた個室若しくはこれに類する施設において異性と面会する機会を提供することにより異性を紹介する営業」と定義して性風俗関連特殊営業の規制対象とし、2011年1月1日より施行された。これにより、出会い喫茶は18歳未満の者の立ち入りや営業地域・営業時間・広告宣伝などが全国的に規制されるようになった。
それに伴い、自治体の青少年保護育成条例に基づく出会い喫茶等営業規制は、廃止された。

### 内偵捜査
夕刊フジの取材によると、管理売春が疑われる出会い系バーには、捜査当局が内偵し監視しているとされる。

### 事件
- 2010年9月26日に、出会い系の店で知り合った日に池袋のラブホテルで金銭トラブルが元で口論となり、29歳の無職男性が22歳の女子大生を殺害する事件が発生[6]。

## 出会い喫茶をテーマとした作品
- TV番組 給与明細 2006年3月12日、3月19日放送分
- TVドラマ 2007年版 翼の折れた天使たち 第2夜「サクラ」
- 漫画 出るトコ出ましょ! 第11巻
- 映画 闇金ウシジマくん (映画) 出会いカフェくん（2012年8月25日公開）

## 出会い喫茶に関連した事件
- 「地下鉄に出会い系喫茶の広告、名古屋市が撤去」朝日新聞 2006年4月4日
- 「小学校教諭が昏睡SEX強盗…20歳女子大生に薬物使用か」サンケイスポーツ 2007年4月26日
- 「女性に乱暴で看護師逮捕」日刊スポーツ 2007年5月30日
- 「児童買春で小学校教頭逮捕」北海道新聞 2007年10月1日
- 「出会い喫茶規制条例、全国で初めて可決 京都府」朝日新聞 2008年10月10日
- 「出会系喫茶、18歳未満入店で初の営業停止　神奈川県」MSN産経ニュース 2009年8月4日
- 「看板「京橋花月そっくり」出会い系喫茶を提訴…吉本子会社」 読売新聞（関西版） 2009年12月15日
- 「出会い系喫茶で会った男、窃盗容疑逮捕　池袋の女性殺害」朝日新聞 2010年9月27日